# Igor Plotnitskij
Igor Venediktovitj Plotnitskij (ryska: И́горь Венеди́ктович Пло́тницкий), född 25 juni 1964 i Lugansk, Ukrainska SSR, Sovjetunionen, var president för Folkrepubliken Lugansk från 24 augusti 2014 till 24 november 2017. Han blev valt vid valet 2 november 2014. Han vann valet med över 60 procent av rösterna. Han var tidigare Folkrepubliken Lugansks försvarsminister under Valerij Bolotov, "folkets guvernör" i Luhansk oblast och senare president i Folkrepubliken Lugansk.
Plotnitskij sårades 6 augusti 2016 i en bombattack i Lugansk. Luhansk säkerhetsdepartement ha meddelad att man jagar en ukrainsk sabotagegrupp som man tror kan ligga bakom attentatet. Ukrainska presidentens talesman har avvisat spekulationer om att Ukraina skulle ha legat bakom attacken och tror att det kan handla om en intern maktkamp. En av Plotnitskijs främsta motståndare Alexej Mozgovoj dödades 2015 i en bombattack, men varken myndigheterna i Lugansk eller ukrainska myndigheter har fått tag på mördarna.
Plotnitskij tvingades 24 november 2017 avgår med hänvisning till en gammal krigsskada. Den 25 november förkunnades att säkerhetspolischefen Leonid Pasetjnik tillträder som tillförordnad president i Luhansk.